# Andrea von Sayn-Wittgenstein
Andrea Johanna Fürstin von Sayn-Wittgenstein (* 1960 in Osttirol) ist eine österreichische Unternehmerin und Reality-TV-Teilnehmerin.

## Leben

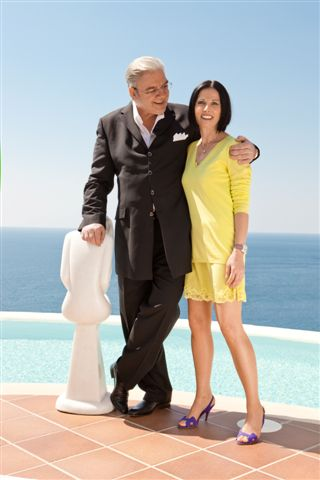
Karl-Heinz und Andrea von Sayn-Wittgenstein (2012)

Andrea von Sayn-Wittgenstein heiratete 1993 den Unternehmer Karl-Heinz Richard Fürst von Sayn-Wittgenstein. Gemeinsam mit ihrem Mann, aber auch alleine, nahm sie an diversen Fernsehformaten teil.
2018 erfolgte die Trennung von ihrem Mann.

## Fernsehauftritte
- 2009–2010: Der Immobilienfürst
- 2013: Secret Millionaire
- 2014–2019: Goodbye Deutschland! Die Auswanderer
- 2017: Promis auf Hartz IV
- 2018: Promi Shopping Queen
- 2020: Kampf der Realitystars[1]